# Atletismo nos Jogos Pan-Americanos de 1983 - Salto com vara masculino
A prova do salto com vara masculino nos Jogos Pan-Americanos de 1983 foi realizada em Havana, Cuba.

## Medalhistas
| Ouro                          | Prata                              | Bronze                  |
| Mike Tully USA Estados Unidos | Jeff Buckingham USA Estados Unidos | Tom Hintnaus BRA Brasil |

## Resultados
| Posição           | Nome            | Nacionalidade      | Marca | Notas |
| ----------------- | --------------- | ------------------ | ----- | ----- |
| Medalha de ouro   | Mike Tully      | USA Estados Unidos | 5.45  |       |
| Medalha de prata  | Jeff Buckingham | USA Estados Unidos | 5.25  |       |
| Medalha de bronze | Tom Hintnaus    | BRA Brasil         | 5.20  |       |
| 4                 | George Barber   | CAN Canadá         | 5.10  |       |
| 5                 | Edgardo Rivera  | PUR Porto Rico     | 5.00  |       |
| 6                 | Fernando Ruocco | URU Uruguai        | 4.85  |       |
| 7                 | Manuel Fuentes  | VEN Venezuela      | 4.65  |       |